# 林美丰
林美丰（高棉语：ហុង លឹម 英文：Hong Lim, 1950年11月11日—），祖籍广东揭阳，生于柬埔寨干拉省，前澳大利亚维多利亚省众议院议员。

## 生平
出生于柬埔寨的一个华人家庭。1970年中学毕业后，林美丰考中澳大利亚政府颁发的“哥伦布”奖学金，他从金边市到澳大利亚留学，就读于塔斯馬尼亞大學和莫纳什大学。于1996年，林美丰当选为澳大利亚维省立法议会议员，在1996年3月30日到2014年11月29日期间服务于Clayton选区，后在2014年11月29日至2018年11月24日期间服务于Clarinda选区。
林美丰在2018年退休，结束了其22年的议会生涯。